# Geografia dell'Iran
L'Iran si trova in Medio Oriente, in Asia.

## Dati generali
Superficie: 1.648.195 km²
Popolazione: 81 672 300ab. (stima 2018)
Confini: è bagnato a nord dal Mar Caspio 0 km), a sud dal Golfo Persico e dal Golfo di Oman (2.440 km). Confina a ovest con l'Iraq (1.458 km) e la Turchia (499 km), a nord con l'Armenia (35 km), l'Azerbaigian (611 km) e il Turkmenistan (992 km), a est con l'Afghanistan (936 km) e il Pakistan (909 km).
Altitudine media: 1.220 m
Altitudini estreme: Mar Caspio -28 m, Damavand 5.604 m

## Orografia

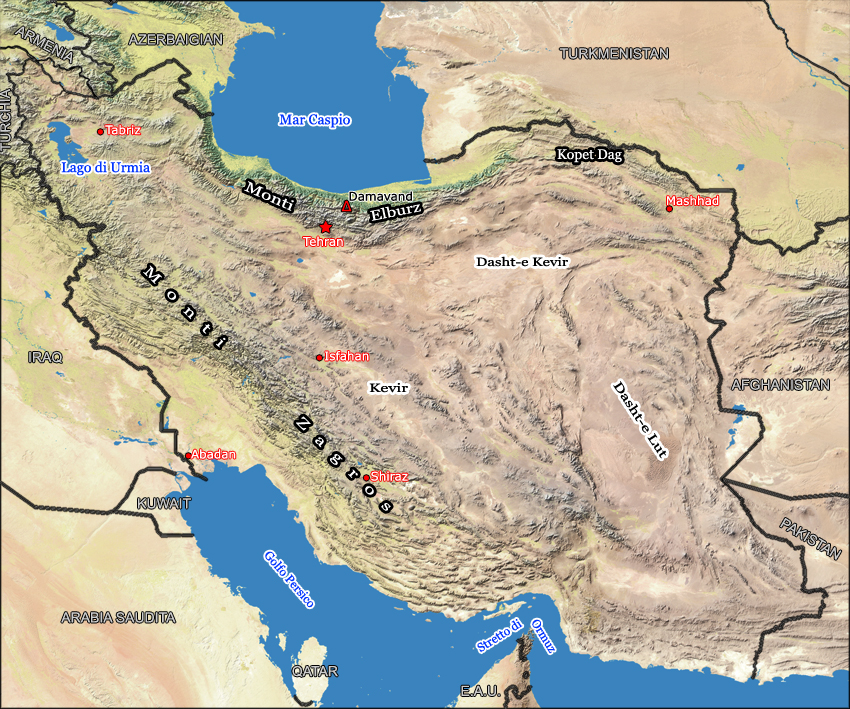
Topografia dell'Iran.

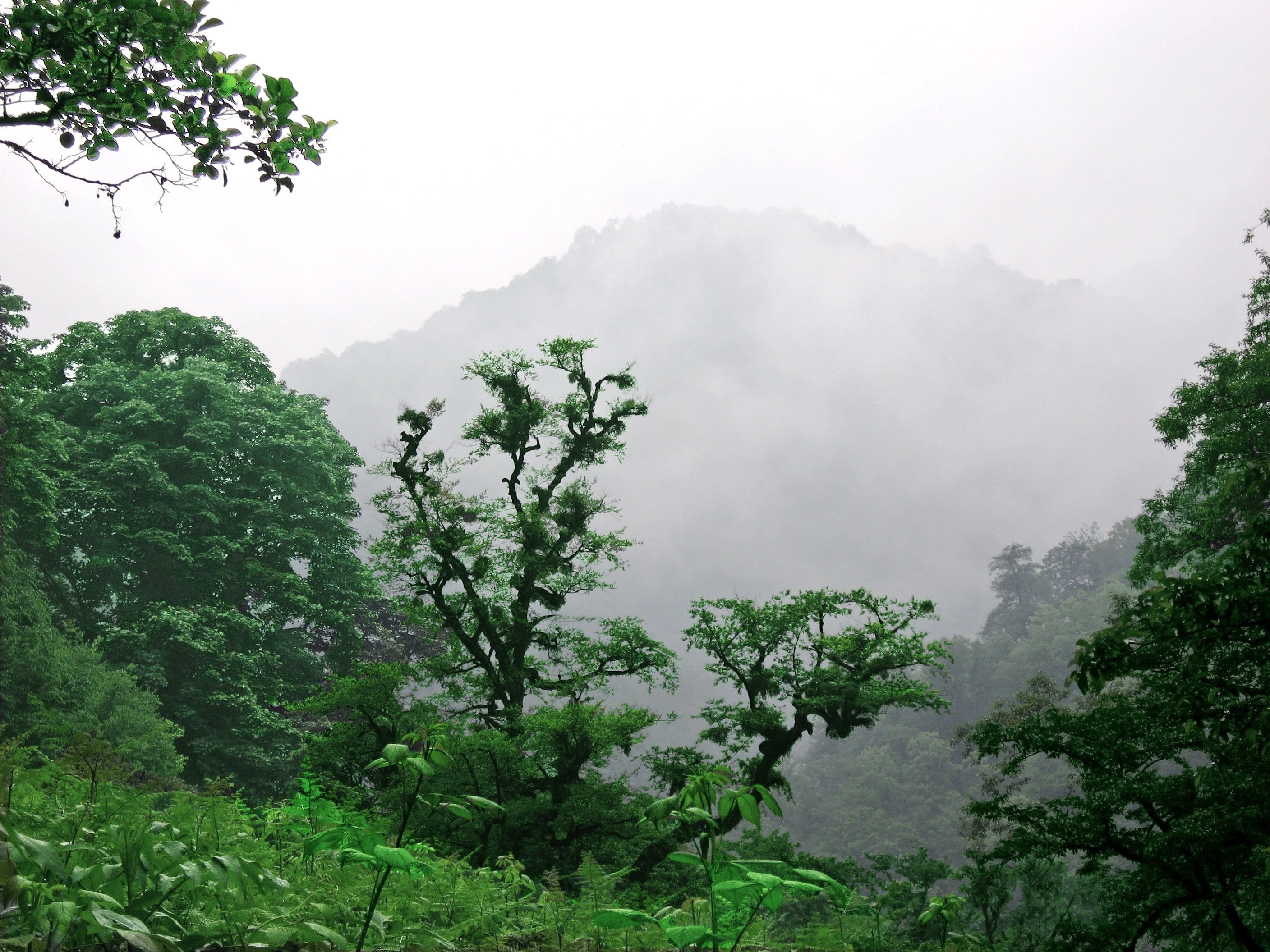
Foreste nel nord del paese, provincia del Gilan

L'altopiano dell'Iran, parte del continente euro-asiatico, è costituito da un'antica zolla racchiusa e sollevata tra grandi sistemi di catene montuose.
Queste sono la catena dei Monti Zagros, che separa l'altopiano dalla piana mesopotamica a ovest e dal Golfo Persico a sud, e il sistema dell'Elburz a nord, che prosegue a est verso la catena del Kopet Dag. Originatesi a partire dal cenozoico, esse sono il risultato della spinta della massa siro-arabica verso nord contro la rigida massa crustale aralo-caspica, e sono la continuazione dei sistemi montuosi dell'Anatolia con i quali si annodano nella regione armena e nell'Azerbaigian, nella parte nord-occidentale del Paese; verso est le stesse catene continuano nei fasci di piegamenti del Belucistan (Zagros) e nel Paropamiso e nell'Hindu Kush (Elburz) portando grande quantità di acqua a valle.

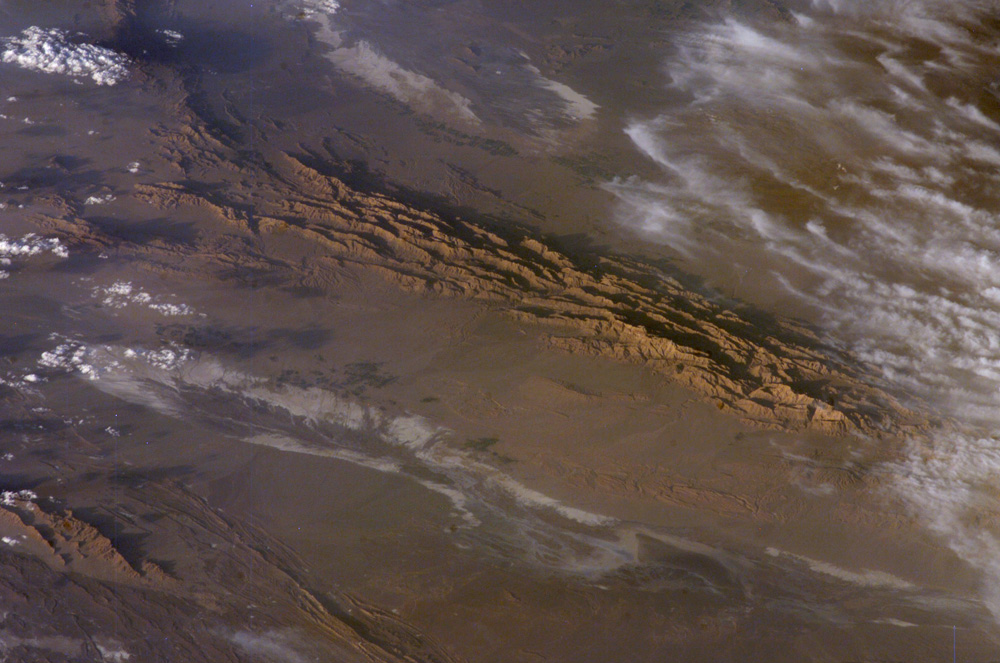
Il deserto Dasht-e Lut

I Monti Zagros si sviluppano per ca. 1.000 km da nord-ovest a sud-est, con una larghezza media di oltre 200 km, e sono costituiti da una serie di allineamenti rocciosi alternati a conche depressionarie e a piane alluvionali disposte nello stesso senso. La cima più elevata tocca i 4.548 m nello Zard-e Kuh, e complessivamente l'altopiano si mantiene sui 1.800 m. Prevalenti sono le formazioni sedimentarie mesozoiche (calcari) verso l'interno, cenozoiche (arenarie e marne) su tutto il versante esterno rivolto alla Mesopotamia. La catena è attraversata da una serie di fratture e faglie ancora attive, sicché la regione dello Zagros è soggetta frequentemente a moti sismici. Molte delle conche sono endoreiche e ospitano laghi salati, altre sono state catturate dall'erosione regressiva dei fiumi mesopotamici che incidono trasversalmente, in modo spettacolare, la catena. Verso sud-est lo Zagros gradatamente declina nella regione del Makran, che presenta ancora piegamenti di origine mesozoica, ma dove si trovano anche aree vulcaniche recenti.
L'Elburz, l'altra grande catena dell'Iran, è più elevata dello Zagros; si erge come una muraglia dalla depressione caspica, passando subitamente dai -28 m di questa ai 5.604 m del Damavand, conosciuto anche come Demavend e Donbavand: un cono vulcanico attualmente inattivo formatosi sul corrugamento. Esso costituisce la vetta più alta dell'Iran e di tutto il Vicino e Medio Oriente ed è delimitato a nord dalle coste meridionali del Mar Caspio, nella provincia del Mazandaran.

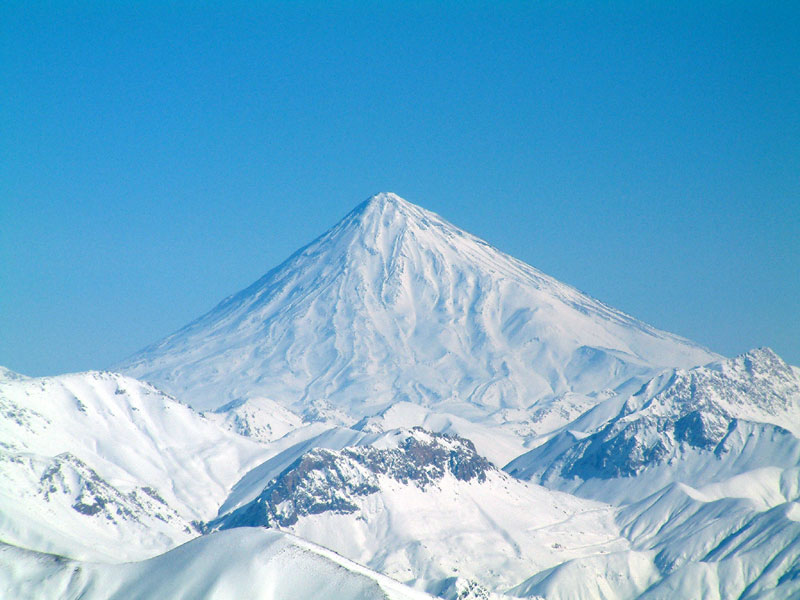
Il monte Damavand visto in inverno da Amol (Mazandaran)

Il versante meridionale, meno aspro, degrada verso le depressioni che costituiscono l'area centrale dell'altopiano iranico, ed è solcato da alcune profonde valli che portano ai valichi della catena, tutti piuttosto elevati, e nei quali affiorano massicce formazioni mesozoiche e nuclei scistosi paleozoici. 
Verso est l'Elburz si abbassa nel Kopet Dag, una catena formata da un duplice piegamento di rocce mesozoiche, divise tra loro dalla valle dell'Atrek. La catena sfiora i 3.000 m e si spegne verso il confine con l'Afghanistan. Il Kopet Dag è un rilievo importante nella geografia iraniana perché separa le terre del Khorasan e l'intero altopiano dai bassopiani dell'Asia centrale. Al centro dell'altopiano si elevano dorsali montuose anche di rilevante altezza (Kuh-e Hazaran, 4.420 m; Shir-Kuh, 4.074 m) suddivise in varie depressioni, tra cui il Kavir, a nordest dello Zagros, il Dasht-e Kavir, a sudest dell'Elburz, e il Dasht-e Lut, che dal centro dell'altopiano si estende verso sud.

## Idrografia
Data l'aridità del clima, l'idrografia ha una rete poco sviluppata e caratterizzata dall'endoreismo. Laghi salati e piane saline sono la particolarità delle depressioni endoreiche del Dasht-e Lut e del Dasht-e Kavir, che assorbono velocemente le acque dei fiumi che in primavera scendono dalle montagne. Grazie a questi fiumi sussistono numerose oasi alla base dei monti e ai margini delle depressioni. Altro sistema endoreico è quello del Mar Caspio, in cui confluiscono le acque del versante settentrionale dell'Elburz, dell'Azerbaigian e dell'altopiano armeno, tra cui l'Aras. Anche il lago di Urmia, nell'Azerbaigian occidentale, è un endoreismo autonomo. Il versante esterno dello Zagros scarica le sue acque nel Golfo Persico, dove sfociano i due principali fiumi iraniani: il Karun, che nel tratto finale fiancheggia lo Shatt al-Arab, e il Mond, che scende tortuosamente dalla sezione centrale della catena. Importantissime sono le numerose falde acquifere, sfruttate mediante una fitta rete di canali sotterranei, i qanat.

### Clima
Il clima dell'Iran è arido, sia perché si trova all'interno della zona arida mediorientale, sia perché, mentre l'umidità proveniente dal Golfo Persico è bloccata dalle imponenti montagne dello Zagros, l'altopiano è aperto alle correnti secche continentali da nordest. L'influsso del Mar Caspio è limitato al versante settentrionale dell'Elburz, che resta verde anche d'estate a differenza del resto del Paese. La presenza delle imponenti catene montuose, tuttavia, consente all'Iran di godere di una splendida primavera, quando lo scioglimento delle nevi montane alimenta i corsi d'acqua e le oasi. Le piogge sono concentrate nei mesi invernali, e nell'interno non superano i 250 mm annui mentre sui versanti esterni delle grandi catene montuose possono toccare i 1.300 mm (Elburz). Le temperature sono determinate dalla continentalità e dall'altitudine media elevata del Paese; si hanno così inverni freddi con temperature poco superiori allo zero ed estati torride (30-35 °C) con notevole escursione termica diurna. Fa eccezione Abadan, che grazie alla sua posizione geografica gode di un clima decisamente tropicale.

### Vegetazione e fauna

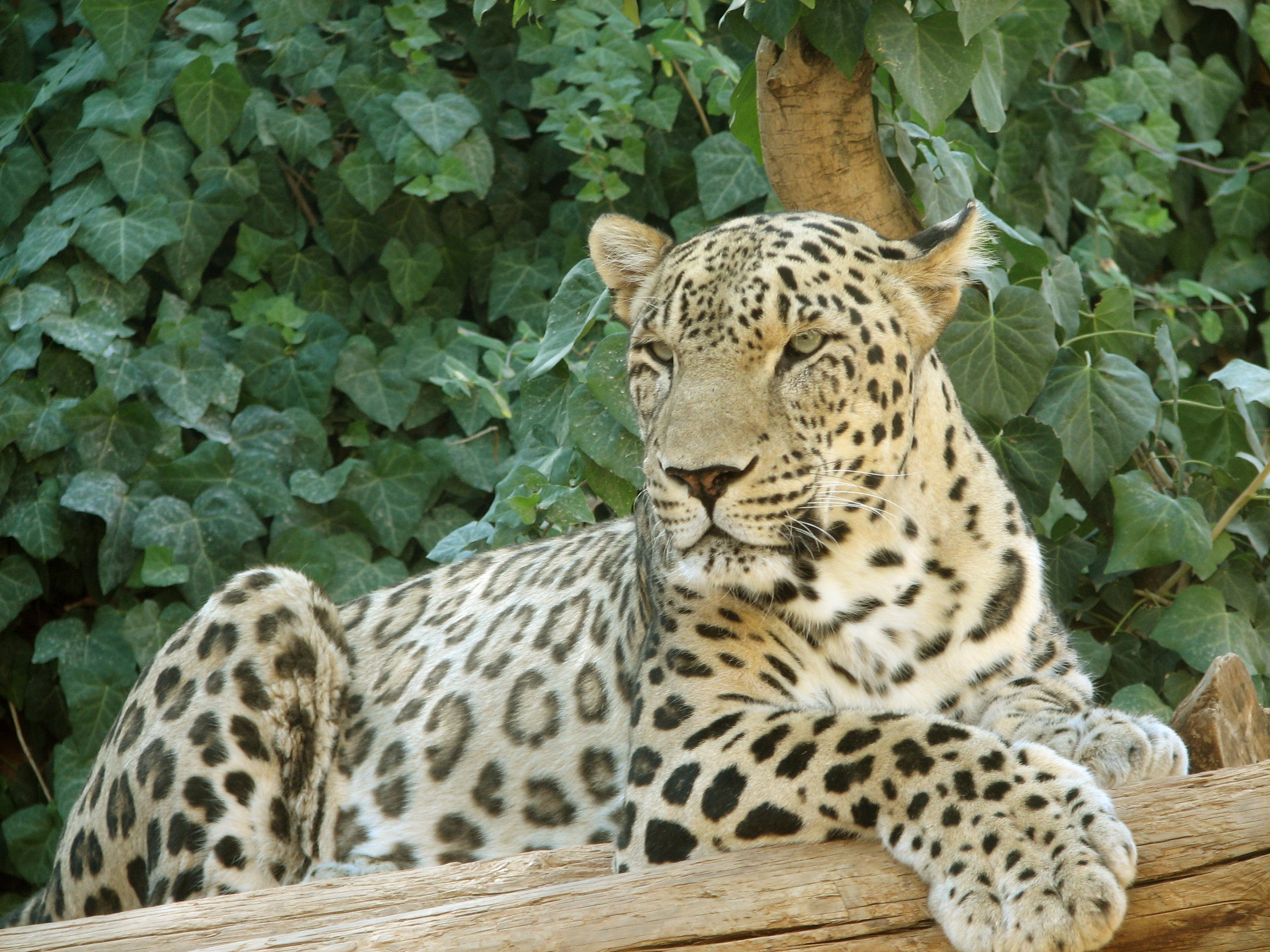
Il Leopardo Persiano, nome scientifico Panthera pardus saxicolor

Le condizioni climatiche incidono profondamente sulla scarsa vegetazione del Paese. In generale predominano le formazioni steppiche, con graminacee, astragali, piante spinose. Tra le specie arboree si trovano tamerici e acacie. A sud la tropicalità del clima è rivelata dalla presenza di palme nane e, nelle oasi costiere, di palme da dattero, specie nella zona di Abādān. Lungo i fiumi e nei rari terreni irrigati si trovano pioppi, platani, olmi, frassini, salici, nonché alberi da frutta, come il pesco e il melograno, originari dell'Iran.
La fauna, accanto a qualche raro esemplare superstite di tigre e di leone, include parecchi leopardi, lupi e cinghiali, oltre a linci, volpi e gazzelle. Numerosi sono i roditori e i rettili. Nel mar Caspio sono presenti alcuni gruppi di foche.
Queste risorse sono preservate in 11 parchi naturali, che si estendono su un'area totale di oltre 100.000 ettari e in numerose riserve.
Con un'altitudine media di 1.220 m l'Iran è uno degli stati più montuosi del mondo, e questa caratteristica ha inciso notevolmente nelle dinamiche del popolamento del Paese.
La catena del Kopet Dag, insieme al Paropamiso in Afghanistan, ha separato lungo i secoli l'area iranica da quella turca e gli iranici risultano maggioranza tra la popolazione (45,6%), anche se non mancano gruppi di turchi (16,8%), principalmente azeri e turkmeni. Tra le minoranze spicca il gruppo etnico dei curdi (9%), mentre il resto della popolazione è costituito da gruppi nomadi (luri, bactiari e kashkai nello Zagros, beluci nel sudest e vari altri).
La densità di popolazione (42 abitanti/km²) è un dato poco significativo in un Paese in cui gli abitanti sono concentrati in poche aree urbane ed oasi. Le province più popolate sono quelle di Teheran (205 ab/km²) e Gilan (150 ab/km²), quelle più fertili (come Hamadan, Azerbaigian Occidentale, Azerbaigian Orientale e Khūzestān) hanno densità tra 60 e 80 ab/km², mentre Sistan e Baluchistan, Semnan e Yazd (che sono in gran parte desertiche) hanno le densità minime (meno di 10 ab/km²).

### Città e insediamenti
Nei monti Zagros esistono ancora gruppi di nomadi che praticano la transumanza tra le terre calde (garmsir) del Golfo Persico e le terre fresche (sardsir) dell'altopiano. Altri gruppi di nomadi e seminomadi sono sparsi nel Paese, tuttavia la maggioranza della popolazione vive ormai nei centri urbani. Questi sono di diverse dimensioni e si raggruppano attorno alle oasi, dalle quali l'acqua viene attinta mediante i qanat, canali sotterranei lunghi anche decine di chilometri, che permettono di sfruttare con l'irrigazione anche le terre pianeggianti (e quindi migliori) lontane dai monti. Questi insediamenti in pianura sono spesso dei qalaʿ, villaggi fortificati, sorti a cominciare dal periodo delle invasioni mongole. Tuttavia la crescita convulsa dei grandi centri urbani ha portato anche in Iran alla nascita di bidonvilles nelle periferie delle città, come quelle di Tehran.
Principali città: Teheran (capitale e maggiore città del Paese), 7.160.094 ab.,
Mashhad, 2.100.000 ab.,
Esfahan, 2.040.000 ab.,
Shiraz, 1.300.00 ab.